# Ambrosius Schneidt
Ambrosius Schneidt (* 1540 in Cochem; † 29. Dezember 1612 in Himmerod) war ein deutscher Zisterzienser und der 40. Abt im Kloster Himmerod.

## Leben
Ambrosius Schneidt, der aus Cochem stammte, absolvierte an der Stiftsschule des St.-Martini-Stifts in Emmerich ein Studium der Humaniora. Im Jahre 1562 wurde er Kaplan und Sekretär bei Johann von Briedel. Als der Trierer Erzbischof Jakob III. von Eltz zur Zeit der Gegenreformation 1579 die Nonnen des  Zisterzienserinnenklosters in der Lehr in Koblenz in das Kloster Niederwerth verlegen wollte, protestierte Schneidt, der zu dieser Zeit dort Beichtvater war. Nachdem der Erzbischof den Nonnen mit dem Kirchenbann gedroht hatte, erfolgte deren Verlegung auf die Rheininsel Niederwerth im Jahr 1580. Ab 1580 war Schneidt Speicher- und Rentmeister sowie von 1580 bis 1582 Kellner in Himmerod. Seine Ernennung zum Beichtvater der Zisterzienserinnen der Abtei Löwenbrücken erhielt er 1595 durch den Generalabt Edmond de la Croix (1550–1604) aus dem Kloster Cîteaux.

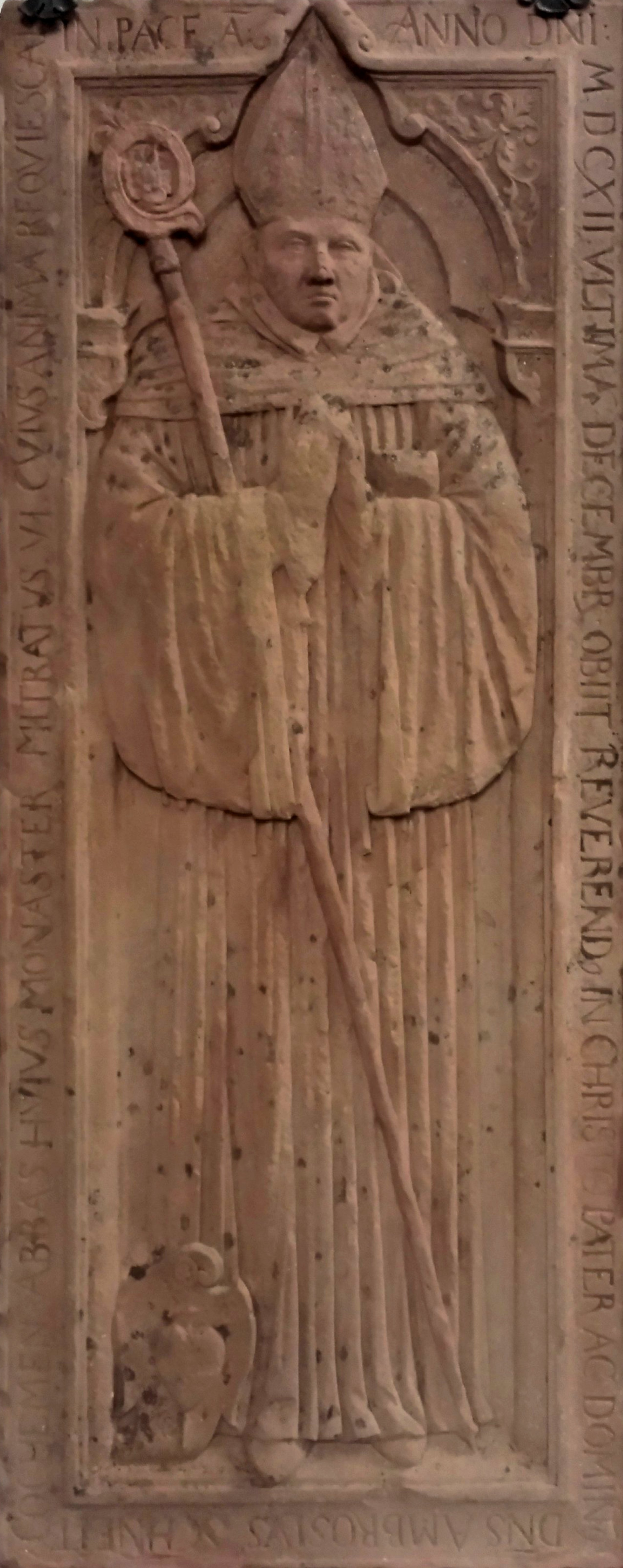
Grabstein von Ambrosius Schneidt im Kloster Himmerod

Bei seiner Abtswahl am 16. November 1596 erhielt Ambrosius Schneidt gleich im ersten Wahlgang die erforderliche Mehrheit von 23 Stimmen. Die Leitung der Wahl hatten die Benediktiner-Äbte des Klosters St. Marien und der Abtei St. Martin aus Trier wahrgenommen. Wegen der zu dieser Zeit in der Gegend vorherrschenden Kriegs- und Pestgefahr wurde die Abtswahl ohne einen externen Zisterzienserabt durchgeführt, jedoch in Anwesenheit des als Kommissar fungierenden Weihbischofs Peter Binsfeld. Dies hatte den Abt des Klosters Clairvaux Denis Largentier anlässlich einer Visitation des Tochterklosters Himmerod veranlasst, die Wahl für ungültig zu erklären. Da der Konvent dessen Entscheidung jedoch widersprach, ließ der Vaterabt die bereits durch den Weihbischof Petrus Binsfeld erfolgte Benediktion Schneidts vom 14. September 1597 durch seinen Assistenten, den Abt des Klosters Villers-Bettnach bestätigen. Der Trierer Erzbischof Lothar von Metternich nahm dies später zum Anlass, solche Visitationen zukünftig zu verbieten.
Einem Schuldschein aus dem Jahr 1598 ist zu entnehmen, dass das Kloster infolge zahlreicher Überfälle durch Soldaten, lang anhaltende Kriege, hohe Steuerlasten und Missernten finanziell schwierige Zeiten durchlebte. In den beiden Wintern der Jahre 1602 und 1604 wurde es wiederholt von holländischen Söldnern geplündert, Schneidt hatte jedoch Vorsorge getroffen und konnte sich und die Kostbarkeiten des Klosters durch Flucht in das Kloster Springiersbach retten. 1608 wurden ihm sowohl die Visitation als auch die Reformen der kurtrierischen Zisterzienserinnenklöster St. Thomas, Machern, St. Georg in Niederwerth, Rosenthal, Allerheiligen in Oberwesel und Wallersheim übertragen. Lediglich Löwenbrücken, das unter der Jurisdiktion des Klosters Morimond stand, bildete eine Ausnahme.
1609 musste Abt Schneidt, nachdem sich das Kloster in größter finanzieller Not befunden hatte, den Hof Winterbach bei Kordel für 750 Gulden à 24 Albus an den kurtrierischen Amtmann und Freiherrn Karl von Kesselstatt (1534–1611) aus dem Zeller Hamm an der Mosel verkaufen. Dies geschah, nachdem der Konvent und Vaterabt von Clairvaux zuvor zugestimmt und Cîteaux den Verkauf vorher gebilligt und zum Nutzen des Klosters abgesegnet hatten, 471 Jahre nach der Schenkung durch Erzbischof Alberich. Hierzu bemerkte später Abt Robert Bootz:

„... wiewohl ungern, dieweil derselbe unsere erst fundation. Wollen verhoffen, unsere Nachkommen sollen nicht können dieses Verkaufs halber ... einen Unwillen tragen. Und: ... das dieser Verkauf für Himmerod wenig ehrenvoll erscheine, weil die Vorfahren und Schüler des hl. Bernhard von Erzbischof Albero dorhin verpflanzt, jene Stätte geheiligt hätten.“

Von dem Erlös dieses Verkaufs wurden dem Herrn zu Hartelstein und kurtrierischen Amtmann zu Prüm und Bettenfeld Zehntrechte in der Erwartung von 18 Malter Korn und Hafer abgekauft.

## Tätigkeit im Skriptorium
Um die durch die Plünderungen umherziehender Kriegsheere stark reduzierte Himmeroder Bibliothek – vormals ca. 2000 Bände – wieder zu vergrößern, machte sich Schneidts Vorgänger Abt Johannes Roder durch umfangreiche Bücherkäufe verdient. Ambrosius Schneidt selbst, der als Kalligraf und Illuminator bekannt war, verfasste liturgische Manuskripte, schmückte diese mit Inkunabeln und kunstvollen Initialen sowie mit Randleisten (Arabesken). Für den Trierer Erzbischof Lothar von Metternich verfertigte er ein kunstvolles Missale, das er mit Miniaturen versah.

## Epitaph und Inschrift
Nach seinem Tod am 29. Dezember 1612 wurde der kunstsinnige und bescheidene Abt Ambrosius Schneidt im Kapitelsaal beigesetzt. Sein aus rotem Sandstein gefertigter Grabstein, der ihn mit Abtstab und Mitra zeigt, befindet sich heute in der Klosterkirche der Abtei Himmerod und trägt folgende Inschrift: ANNO DOMINI MDCXII ULTIMO DECEMBRIS OBIIT REVERENDUS IN CHRISTO PATER AC DOMINUS DMS AMBROSIUS SCHNEIT COCHEMENSIS ABBAS HUIUS MONASTERII VI. CUIUS ANIMA REQUIESCAT IN PACE. AMEN. („Im Jahre des Herrn 1612, am 31. Dezember starb in Christus der hochwürdige Vater und Herr Ambrosius Schneit aus Cochem, der 6. Abt dieses Klosters, dessen Seele in Frieden ruhen möge. Amen.“)